# Ville-di-Paraso
Ville-di-Paraso (en cors E Ville di Paraso) és un municipi francès, situat a la regió de Còrsega, al departament d'Alta Còrsega. L'any 1999 tenia 128 habitants.

## Demografia
| 1962 | 1968 | 1975 | 1982 | 1990 | 1999 |
| ---- | ---- | ---- | ---- | ---- | ---- |
| 169  | 197  | 175  | 172  | 168  | 128  |

## Administració
| Període | Identitat                  | Partit | Qualitat |  |
| ------- | -------------------------- | ------ | -------- |  |
| 2008-   | Pierre Baptiste Maestracci |        |          |  |